# Виктор Амадей II Савойский-Кариньянский
Ви́ктор Амаде́й II Саво́йский-Каринья́нский (итал. Vittorio Amedeo II di Savoia-Carignano; 31 октября 1743, Турин, Сардинское королевство — 10 сентября 1780, там же) — представитель Кариньянской ветви Савойского дома, 5-й князь Каринья́но, маркграф Раккониджи и Буска с Каваллермаджоре, Виллафранка, Вигоне, Бардже, Казелле, Роккавьоне, Певераньо и Бове с 1778 года. Генерал-лейтенант армии Сардинского королевства. Кавалер Высшего ордена Святого Благовещения (1763).

## Биография

### Семья
Родился 31 октября 1743 года в Турине. Принц был вторым ребёнком и старшим сыном Людовика Виктора Савойского, князя Кариньяно и принцессы Кристины Генриетты Гессен-Рейнфельс-Роттенбургской. По отцовской линии приходился внуком Виктору Амадею I Савойскому, князю Кариньяно и принцессе Виктории Франциске Савойской, мадемуазель ди Суза, внебрачной дочери сардинского короля Виктора Амадея II. По материнской линии был внуком Эрнеста II Леопольда, ландграфа Гессен-Рейнфельс-Ротенбурга, главы католической ветви Гессенского дома и графини Элеоноры фон Лёвенштайн-Вертхайм-Рошфор.

### Князь Кариньяно
Избрал карьеру военного, заслужив чин генерал-лейтенанта в армии Сардинского королевства. Скоропостижно скончался в Турине 10 сентября 1780 года и был похоронен в базилике Суперга.

### Брак и потомство
18 октября 1768 года (по другим данным 3 ноября 1768 года в Ульксе) сочетался браком с Марией Жозефиной Терезой Лотарингской (26.08.1753 — 08.02.1797), дочерью Людовика Карла Лотарингского, князя де Ламбеск и графа де Брионн и Луизы Юлии Констанции де Роган, урождённой княжны де Рошфор. В браке у супругов родился один ребёнок:
- Карл Эммануил Фердинанд Иосиф Мария Людовик (24.10.1770 — 16.08.1800), принц Савойский, князь Кариньяно под именем Карла Эммануила с 10 сентября 1780 года,  24 октября 1797 года сочетался браком с принцессой Марией Кристиной Альбертиной Каролиной Саксонской (07.12.1770 — 25.11.1851), принцессой из дома Веттинов.